# 戈洛斯科韋
48°9′39″N 30°26′9″E / 48.16083°N 30.43583°E
戈洛斯科韋（烏克蘭語：Голоскове），是烏克蘭的村落，位於該國南部尼古拉耶夫州，由克里韋奧澤羅區負責管轄，面積1平方公里，海拔高度124米，2001年人口484，人口密度每平方公里484人。